# Maya-Akropolis

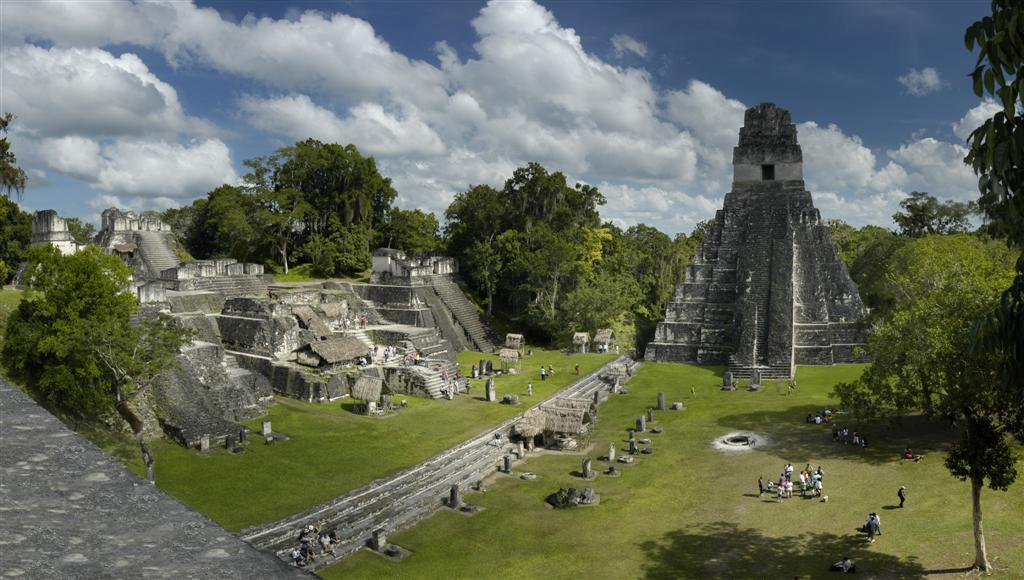
Tikal – „Großer Platz“ mit Nordakropolis (links)

Mit dem Begriff Maya-Akropolis (spanische Schreibweise: acrópolis) werden höhergelegene Teile einer Maya-Stadt bezeichnet, die ausschließlich von Angehörigen der Oberschicht genutzt wurden. Sie können sich auf natürlichen oder von Menschenhand geschaffenen Erhebungen befinden und sowohl Tempel als auch Palastbauten aufweisen. Anderen mesoamerikanischen Kulturen ist diese Form der Stadtgliederung nahezu unbekannt (eventuelle Ausnahmen Monte Alban und Xochicalco).

## Geschichte
Während erhöhte Stadtbereiche in den Urwaldstädten der Maya-Spätklassik häufig anzutreffen sind, verliert sich ihre Bedeutung in der zunehmend in den Buschwäldern Nordyucatáns anzusiedelnden Postklassik weitestgehend. In den späten Maya-Stätten im Norden der Halbinsel Yucatán (z. B. Chichen Itza) wie auch des guatemaltekischen Hochlands (Iximché, Q'umarkaj, Zaculeu, Mixco Viejo) treten sie nicht mehr auf.

## Beispiele
Beispiele einer Oberstadt (acrópolis) finden sich in vielen klassischen Maya-Städten, doch ganz besonders hervorzuheben sind die beiden Akropolen von Tikal im heutigen Guatemala – hier war die Nordakropolis von Tempelbauten bekrönt, wohingegen die Südakropolis den Wohnbauten (palacios) der Oberschicht vorbehalten war. Auch die riesigen Akropolen von Edzná und Ek Balam oder die komplexen Anlagen von Toniná, Copán, Yaxchilán und Itzamkanac sind wichtige Beispiele. Die Akropolis von Nakbé zählt mit einer Höhe von 45 m zu den höchsten der Maya-Kultur überhaupt.